# Olympische Winterspiele 1952/Teilnehmer (Chile)
| Gelbes Symbol für Goldmedaillen mit stilisierten Olympischen Ringen | Graues Symbol für Silbermedaillen mit stilisierten Olympischen Ringen | Braundes Symbol für Bronzemedaillen mit stilisierten Olympischen Ringen |
| ------------------------------------------------------------------- | --------------------------------------------------------------------- | ----------------------------------------------------------------------- |
| —                                                                   | —                                                                     | —                                                                       |

Chile nahm an den Olympischen Winterspielen 1952 in der norwegischen Hauptstadt Oslo mit drei männlichen Athleten in einer Sportart teil.
Nach 1948 war es die zweite Teilnahme Chiles bei Olympischen Winterspielen.

## Teilnehmer nach Sportarten

### Ski Alpin
Herren:
- Jaime Errázuriz
Abfahrt: 68. Platz – 3:53,3 min
Riesenslalom: 76. Platz – 3:30,3 min
Slalom: im 1. Lauf ausgeschieden
- Sergio Navarrete
Slalom: im 1. Lauf ausgeschieden
- Eduardo Silva
Abfahrt: 66. Platz – 3:52,3 min
Riesenslalom: 75. Platz – 3:25,6 min
Slalom: im 1. Lauf ausgeschieden

## Weblink
- Olympiamannschaft Chiles 1952 in der Datenbank von Sports-Reference (englisch; archiviert vom Original)